# Nymphula transversalis
Nymphula transversalis là một loài bướm đêm trong họ Crambidae.